# Elise von Hopffgarten
Elise Hermine von Hopffgarten, geborene Hennoch (* 29. Januar 1869 in Altenburg; † nach 1940) war eine deutsche Autorin und Gründerin des Deutschen Pfadfinderbundes für junge Mädchen. Sie gehörte zum Mitarbeiterkreis von Hedwig Heyl.

## Leben
Elise Hennoch war seit 1892 mit dem Juristen und Regierungsassessoren Louis Rudolf Kurt von Hopffgarten-Mülverstedt (* 23. August 1864; † 17. Februar 1894), Sohn der Anna Freiin von Berg und des Gutsbesitzers auf Mülverstedt II, Maximilian von Hopffgarten, verheiratet.
Von Hopffgarten, die zum engeren Bekanntenkreis von Hedwig Heyl zählte, arbeitete mit dieser ab 1906 im Lyceum-Club Berlin zusammen.
Am 14. Januar 1912 wurde auf Anregung von Maximilian Bayer der Deutschen Pfadfinderbund für junge Mädchen gegründet, in dem sich mehrere seit 1908 entstandene Pfadfinderinnengruppen zusammenschlossen, von denen einige zuvor verschiedenen Wandervogelbünden angehört hatten. Von Hopffgarten wurde auf der Versammlung im Pestalozzi-Fröbel-Haus zur ersten Vorsitzenden gewählt und hatte diese Position bis 1922 inne. In dieser Funktion war sie Herausgeberin der Vereinszeitschrift und unternahm zahlreiche Vortragsreisen durch das Deutsche Reich, um für den Deutschen Pfadfinderbund für junge Mädchen zu werben. Mitte 1914 hatte der Bund 6.200 Mitglieder. Ab 1915 leitete sie den „Kriegsgarten“ des Bundes, in dem Kinder im Gartenbau unterrichtet und verpflegt wurden.
In ihrem 1912 erschienenen Pfadfinderbuch für junge Mädchen stellte sie die Grundzüge einer zeitgemäßen Erziehung von Mädchen dar, die sich an der Pfadfindermethode orientierte und weit über die damaligen Geschlechterrollen hinausging. Im Buch finden sich zahlreiche Verweise auf die deutsche Frauenbewegung um Hedwig Heyl.

## Publikationen
- Elise von Hopffgarten: Pfadfinderbuch für junge Mädchen: ein anregender, praktischer Leitfaden für die heranwachsende, vorwärtsstrebende weibliche Jugend. Reprint der Ausgabe 1912. Deutscher Spurbuchverlag, Baunach 1991. ISBN 3-88778-169-4.
- Elise von Hopffgarten (Hrsg.): Hedwig Heyl. Ein Gedenkblatt zu ihrem 70. Geburtstage dem 5. Mai 1920 von ihren Mitarbeitern und Freunden. Dietrich Reimer, Berlin 1920.
- Elise von Hopffgarten: Ein deutscher Pfadfinderbund für junge Mädchen – Organisation. Pfadfinderverlag Otto Gmelin, München 1912/13.

## Genealogie
- Walter von Hueck, Friedrich Wilhelm Euler. Et. al.: Genealogisches Handbuch der Adeligen Häuser. A (Uradel). 1977. Band XIV, Band 66 der Gesamtreihe GHdA, Hrsg. Deutsches Adelsarchiv, C. A. Starke Verlag, Limburg (Lahn) 1977, ISSN 0435-2408, S. 230–231. (Ohne Nennung des Todesdatums).
- Gothaisches Genealogisches Taschenbuch der Adeligen Häuser. Zugleich Adelsmatrikel der D.A.G. Teil A (Uradel). 1941. 40. Jahrgang, Justus Perthes, Gotha 1940, S. 181 f. Siehe: FamilySearch (Kostenfrei)